# Сент Мериз (Охајо)
Сент Мериз (енгл. St. Marys) град је у америчкој савезној држави Охајо.

## Демографија
По попису из 2010. године број становника је 8.332, што је 10 (-0,1%) становника мање него 2000. године.
| Група             | 2000.         | 2010.         |
| Белци             | 8.106 (97,2%) | 8.000 (96,0%) |
| Афроамериканци    | 29 (0,3%)     | 37 (0,4%)     |
| Азијати           | 82 (1,0%)     | 57 (0,7%)     |
| Хиспаноамериканци | 38 (0,5%)     | 106 (1,3%)    |
| Укупно            | 8.342         | 8.332         |